# Bécordel-Bécourt
Bécordel-Bécourt és un municipi francès situat al departament del Somme i a la regió dels Alts de França. L'any 2007 tenia 169 habitants.

## Demografia

### Població
El 2007 la població de fet de Bécordel-Bécourt era de 169 persones. Hi havia 69 famílies de les quals 12 eren unipersonals (8 homes vivint sols i 4 dones vivint soles), 24 parelles sense fills, 29 parelles amb fills i 4 famílies monoparentals amb fills.
La població ha evolucionat segons el següent gràfic:
Habitants censats

### Habitatges
El 2007 hi havia 74 habitatges, 68 eren l'habitatge principal de la família i 6 estaven desocupats. 73 eren cases i 1 era un apartament. Dels 68 habitatges principals, 50 estaven ocupats pels seus propietaris i 18 estaven llogats i ocupats pels llogaters; 3 tenien dues cambres, 9 en tenien tres, 15 en tenien quatre i 41 en tenien cinc o més. 57 habitatges disposaven pel capbaix d'una plaça de pàrquing. A 31 habitatges hi havia un automòbil i a 37 n'hi havia dos o més.

### Piràmide de població
La piràmide de població per edats i sexe el 2009 era:
| Homes | Edats   | Dones |
| ----- | ------- | ----- |
| 0     | 95 o +  | 0     |
| 0     | 90 a 94 | 0     |
| 0     | 85 a 89 | 0     |
| 0     | 80 a 84 | 0     |
| 0     | 75 a 79 | 4     |
| 0     | 70 a 74 | 0     |
| 4     | 65 a 69 | 0     |
| 4     | 60 a 64 | 8     |
| 8     | 55 a 59 | 0     |
| 0     | 50 a 54 | 4     |
| 8     | 45 a 49 | 0     |
| 4     | 40 a 44 | 8     |
| 8     | 35 a 39 | 8     |
| 4     | 30 a 34 | 12    |
| 8     | 25 a 29 | 0     |
| 0     | 20 a 24 | 4     |
| 4     | 15 a 19 | 4     |
| 0     | 10 a 14 | 4     |
| 8     | 5 a 9   | 4     |
| 0     | 0 a 4   | 12    |

## Economia

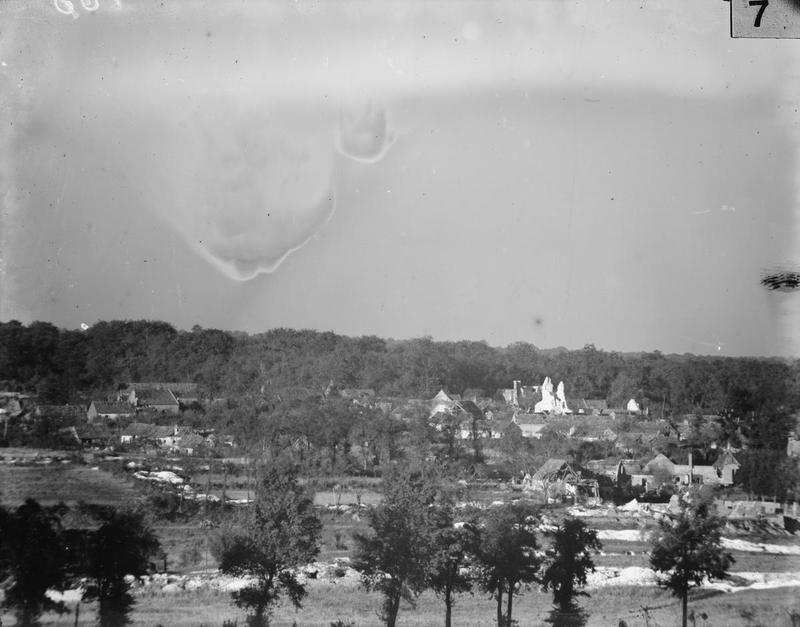
Primera Guerra mundial

El 2007 la població en edat de treballar era de 122 persones, 101 eren actives i 21 eren inactives. De les 101 persones actives 93 estaven ocupades (49 homes i 44 dones) i 8 estaven aturades (4 homes i 4 dones). De les 21 persones inactives 8 estaven jubilades, 7 estaven estudiant i 6 estaven classificades com a «altres inactius».

### Ingressos
El 2009 a Bécordel-Bécourt hi havia 67 unitats fiscals que integraven 168,5 persones, la mediana anual d'ingressos fiscals per persona era de 19.222 €.

### Activitats econòmiques
Dels 3 establiments que hi havia el 2007, 1 era d'una empresa alimentària, 1 d'una empresa de fabricació d'altres productes industrials i 1 d'una empresa de construcció.
L'únic servei als particulars que hi havia el 2009 era una lampisteria.
L'any 2000 a Bécordel-Bécourt hi havia 4 explotacions agrícoles que ocupaven un total de 396 hectàrees.

## Equipaments sanitaris i escolars
El 2009 hi havia una escola elemental integrada dins d'un grup escolar amb les comunes properes formant una escola dispersa.

## Poblacions més properes
El següent diagrama mostra les poblacions més properes.